# Chris Stringer

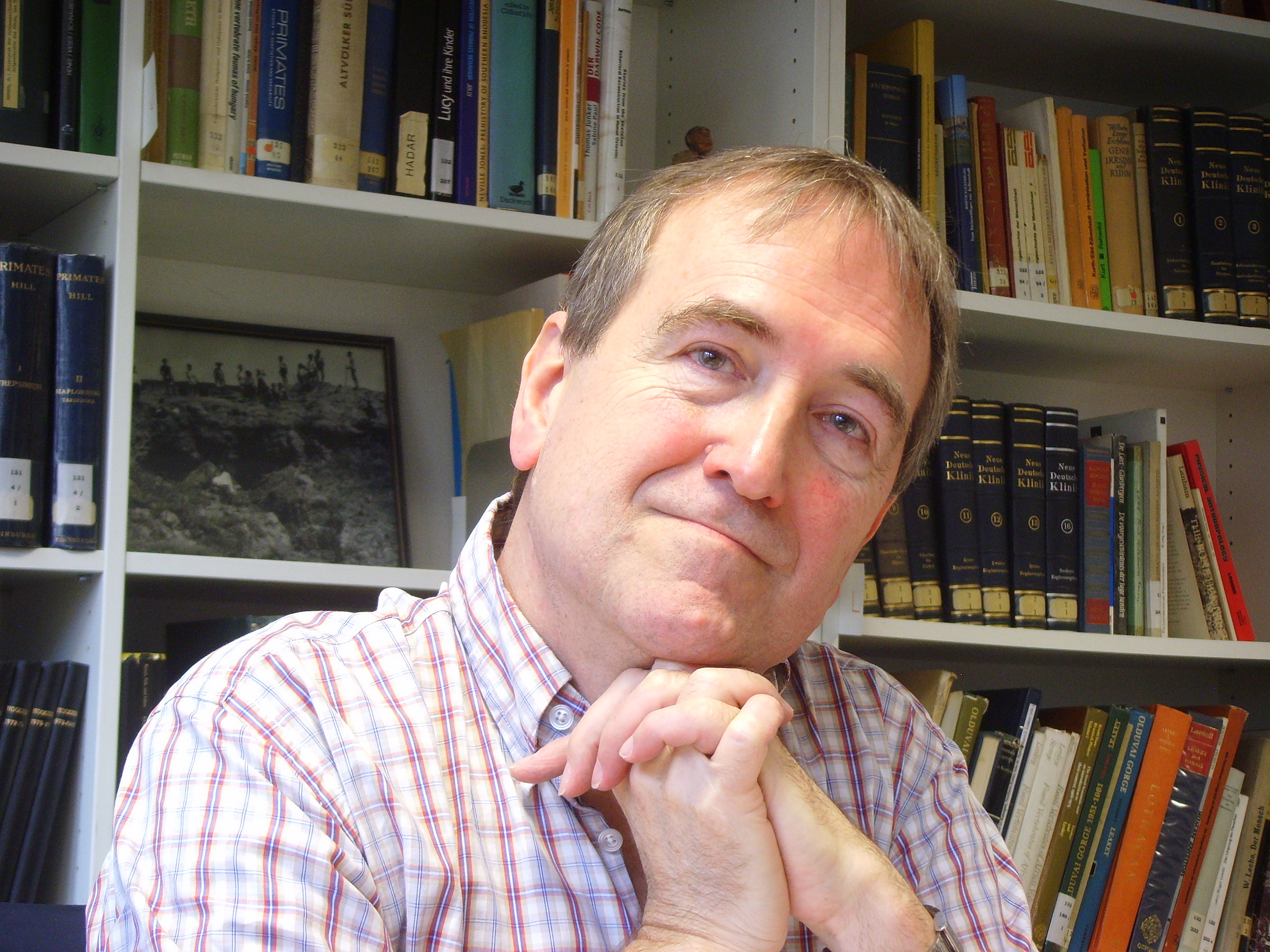
Chris Stringer (2012)

Christopher Brian Stringer, meist Chris Stringer (* 31. Dezember 1947 in East Ham im heutigen Borough Newham von London), ist ein britischer Paläoanthropologe. International bekannt wurde er als einer der führenden Vertreter der Out-of-Africa-Theorie zur Stammesgeschichte des anatomisch modernen Menschen (des Homo sapiens). Er ist Leiter der Abteilung zur Erforschung der Herkunft des Menschen („Head of Human Origins“) am Natural History Museum in London und seit 1995 Gastprofessor des  Royal Holloway College der Universität London.

## Leben
Chris Stringer besuchte von 1959 bis 1965 die East Ham Grammar School und studierte ab 1966 Anthropologie am University College London. Nach dem Bachelor-Abschluss (1969) wechselte er an die University of Bristol und studierte dort Anatomie bis zum Erwerb des Doktor-Grads (Ph.D., 1974) in diesem Fach. 1990 erwarb er, ebenfalls in Bristol, einen zweiten Doktorgrad (D.Sc.). Seit 1973 ist Stringer für das Natural History Museum tätig, zunächst als Principal Scientific Officer, seit 1999 als Forschungsdirektor des Arbeitsbereichs Human Origins zur Stammesgeschichte des Menschen.
Stringer war ab 2001 auch Direktor des Ancient Human Occupation of Britain Project und Autor mehrerer mit Fachpreisen ausgezeichneter Bücher zu paläoanthropologischen Themen. Seit 2004 ist er Mitglied der Royal Society.

Chris Stringer betonte 2012 in seiner Stammbaum-Hypothese die von ihm unterstellte zentrale Position von Homo heidelbergensis als Bindeglied zwischen Neandertaler, Denisova-Mensch und Homo sapiens; andere Paläoanthropologen ordnen die hier als heidelbergensis ausgewiesenen afrikanischen Funde noch Homo erectus zu. Rechts außen deutet Stringer an, dass in Afrika einige genetische Auffälligkeiten nachgewiesen wurden, die auf einen dritten Genfluss von einer bislang ungeklärten Vormenschen-Population zum anatomisch modernen Menschen hinzuweisen scheinen. Beim asiatischen Homo erectus betont Stringer die Trennung in Peking-Mensch und Java-Mensch, und er interpretiert Homo antecessor als frühen europäischen Zweig von Homo erectus. Die Herkunft von Homo floresiensis ist ungeklärt.

## Forschungsthemen
In seinen Arbeiten befasst sich Chris Stringer insbesondere mit den Neandertalern und den anatomisch modernen Menschen Europas und mit deren komplexer Geschichte. Bereits an der Universität Bristol entwickelte er aufgrund von anatomischen Studien die Gewissheit, dass die in den 1970er-Jahren von einem Teil der Paläoanthropologen vertretene Lehrmeinung falsch sei, die Neandertaler seien direkte Vorfahren des modernen Menschen. Seine vergleichenden Studien an diversen Schädeln – unter anderem am sogenannten Broken Hill Skull – ergaben vielmehr Hinweise darauf, dass die frühen Neandertaler dem modernen Menschen ähnlicher gewesen seien als die späten. 1982 stellte dann Günter Bräuer, der Ende der 1970er Jahre die afrikanischen Funde und deren Datierung analysiert hatte, seine Forschungsergebnisse auf dem 1. Internationalen Kongress für Paläoanthropologie in Nizza vor. Sie besagten, „dass nur in Afrika eine Evolution zum Menschen stattgefunden habe und dass dieser dort viel früher aufgetreten sei als in irgend einer anderen Region der Welt“; Bräuer gilt seither als einer der Begründer der Out-of-Africa-Theorie. Diese Schlussfolgerungen aus Studien an afrikanischen Fossilien passten nahtlos zu den Befunden Stringers aus der Analyse von Knochenfunden europäischer Neandertaler und hatten zur Folge, dass Stringer einer der offensivsten Gegner der Hypothese vom multiregionalen Ursprung des modernen Menschen wurde. In dieser Auffassung sah er sich später bestätigt, als genetische Daten das alleinige Entstehen des Menschen in Afrika ebenfalls nahelegten.
Stringer hat in Großbritannien, in Gibraltar, in der Türkei und in Marokko Grabungen durchgeführt.
Als Direktor des Ancient Human Occupation of Britain Project ist er Co-Autor zahlreicher Studien zur Erstbesiedelung der Britischen Inseln durch Individuen der Gattung Homo.

## Auszeichnungen
- 2019: Mitglied der American Philosophical Society
- 2011: Coke Medal der Geological Society of London
- 2009: Ehrendoktorat für Naturwissenschaften der University of Kent
- 2009: Frink Medal der Zoological Society of London
- 2004: Rivers Memorial Medal des Royal Anthropological Institute of Great Britain and Ireland
- 2000: Henry Stopes Medal der Geologists’ Association
- 2000: Ehrendoktorat für Rechtswissenschaften der University of Bristol
- 1998: Osman Hill Medal der Primate Society of Great Britain
- 1988: Lyell Lectureship der British Association for the Advancement of Science

## Werke (Auswahl)

### Fachaufsätze
- Why we are not all multiregionalists now. In: Trends in Ecology & Evolution. Band 29, Nr. 5, 2014, S. 248–251, doi:10.1016/j.tree.2014.03.001. (Open Access)
- The status of Homo heidelbergensis (Schoetensack 1908). In: Evolutionary Anthropology. Band 21, Nr. 3, 2012, S. 101–107, doi:10.1002/evan.21311, Volltext (PDF).
- mit Jean-Jacques Hublin: New age estimates for the Swanscombe hominid, and their significance for human evolution. In: Journal of Human Evolution. Band 37, 1999, S. 873–877, doi:10.1006/jhev.1999.0367, Volltext (PDF; 77 kB). (Memento vom 19. Februar 2010 im Internet Archive)
- The dates of Eden. In: Nature. Band 331, Nr. 6157, 1988, S. 565–566, doi:10.1038/331565a0.
- mit Peter Andrews: Genetic and Fossil Evidence for the Origin of Modern Humans. In: Science. Band 239, Nr. 4845, 1988, S. 1263–1268, doi:10.1126/science.3125610.
- mit Jean-Jacques Hublin und Bernard Vandermeersch: The origin of anatomically modern humans in western Europe. In: Fred H. Smith, Frank Spencer (Hrsg.): The origins of modern humans: a world survey of the fossil evidence. Liss, New York 1984, S. 51–135.
- Some problems in Middle and Upper Pleistocene hominid relationships. In: David J. Chivers, Kenneth Alan Joysey (Hrsg.): Recent advances in Primatology, Vol. 3: Evolution. Academic Press, London 1978, S. 395–418.
- Population relationships of later Pleistocene hominids: a multivariate study of available crania. In: Journal of Archaeological Sciences. Band 1, 1974, S. 317–342, doi:10.1016/0305-4403(74)90051-X.

### Bücher
- The Origin of Our Species. Penguin / Allen Lane, 2011, ISBN 978-1-84614-140-9.
  - in den USA publiziert unter dem Titel: Lone Survivors: How We Came to Be the Only Humans on Earth. Times Books, 2012, ISBN 978-0-8050-8891-5.
- mit Peter Andrews: The Complete World of Human Evolution. Thames & Hudson, 2005, ISBN 978-0-500-05132-0 (2. Auflage 2011, ISBN 978-0-500-28898-6).
- mit Nick Ashton und Simon G. Lewis: The Ancient Human Occupation of Britain. Elsevier Science & Technology, 2010, ISBN 978-0-444-53597-9
- Homo Britannicus: The Incredible Story of Human Life in Britain. Penguin, 2007, ISBN 978-0-14-101813-3.
- mit Robin McKie: African Exodus: The Origins of Modern Humanity. Henry Holt & Co, 1997, ISBN 978-0-8050-2759-4.
- mit Clive Gamble: In Search of the Neanderthals: Solving the Puzzle of Human Origins. Thames & Hudson, 1993, ISBN 978-0-500-05070-5.

## Belege
1. ↑  East Ham Grammar School: (Memento vom 5. Juli 2008 im Internet Archive) Bedeutende Absolventen.
2. ↑  Ancient Human Occupation of Britain Project: Project Members. (Memento vom 25. März 2016 im Internet Archive)
3. ↑  Chris Stringer: Comment: What makes a modern human. In: Nature. Band 485, Nr. 7396, 2012, S. 33–35, hier S. 34, doi:10.1038/485033a.
4. ↑  Michael F. Hammer et al.: Genetic evidence for archaic admixture in Africa. In: PNAS. Band 108, Nr. 37, 2011, S. 15123–15128, doi:10.1073/pnas.1109300108.
5. ↑  11. Gustav Heinrich Ralph von Koenigswald Lecture 2012. In: Senckenberg. Natur – Forschung – Museum. Band 142, Nr. 9/10, 2012, S. 334–335.
6. ↑  Ann Gibbons: Revolution in human evolution. In: Science. Band 349, Nr. 6246, 2015, S. 362–366, hier S. 363, doi:10.1126/science.349.6246.362.
7. ↑  Chris Stringer: Population relationships of later Pleistocene hominids: a multivariate study of available crania. In: Journal of Archaeological Sciences. Band 1, 1974, S. 317–342, doi:10.1016/0305-4403(74)90051-X.
8. ↑  Günter Bräuer: Der Ursprung lag in Afrika. In: Spektrum der Wissenschaft. Nr. 3/2003, S. 40.
9. ↑   Chris Stringer, Peter Andrews: Genetic and Fossil Evidence for the Origin of Modern Humans. In: Science. Band 239, Nr. 4845, 1988, S. 1263–1268, doi:10.1126/science.3125610.
10. ↑  Simon A. Parfitt et al.: Early Pleistocene human occupation at the edge of the boreal zone in northwest Europe. In: Nature. Band 466, 2010, S. 229–233, doi:10.1038/nature09117; Simon A. Parfitt et al.: The earliest record of human activity in northern Europe. In: Nature. Band 438, 2005, S. 1008–1012, doi:10.1038/nature04227.

| Personendaten    | Personendaten                                    |
| ---------------- | ------------------------------------------------ |
| NAME             | Stringer, Chris                                  |
| ALTERNATIVNAMEN  | Stringer, Christopher Brian (vollständiger Name) |
| KURZBESCHREIBUNG | britischer Paläoanthropologe                     |
| GEBURTSDATUM     | 31. Dezember 1947                                |
| GEBURTSORT       | East Ham                                         |